# Gewog di Chhimung
Il gewog di Chhimung è uno degli undici raggruppamenti di villaggi del distretto di Pemagatshel, nella regione Orientale, in Bhutan.